# ۴۴۳ (قمری)
۴۴۳ (قمری)، چهارصد و چهل و سومین سال در گاهشماری هجری قمری است. اول محرم این سال برابر با بیست و یکم مه سال ۱۰۵۱ میلادی است.

## وابسته
- زین‌الاخبار